# آدولف زیکا
آدولف زیکا (انگلیسی: Adolf Zika؛ زادهٔ ۲۱ ژوئیهٔ ۱۹۷۲) عکاس اهل جمهوری چک است.

## نگارخانه

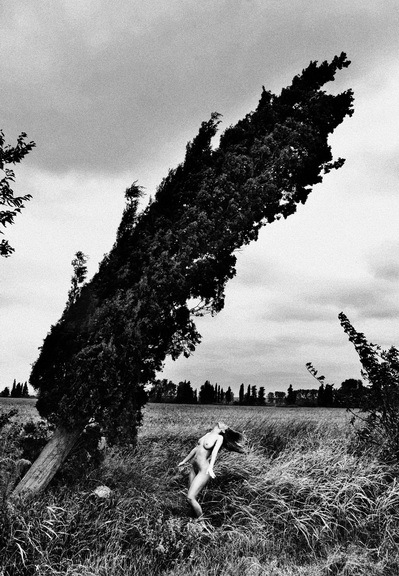
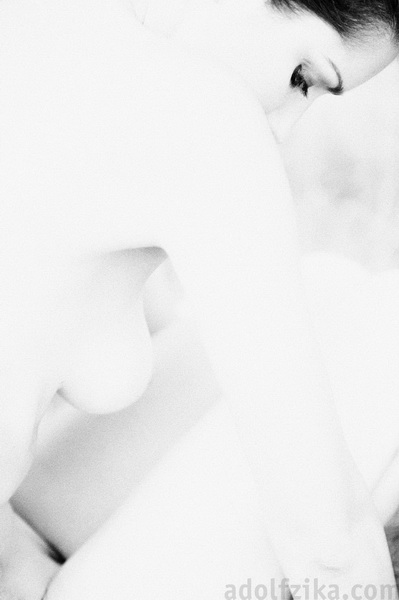
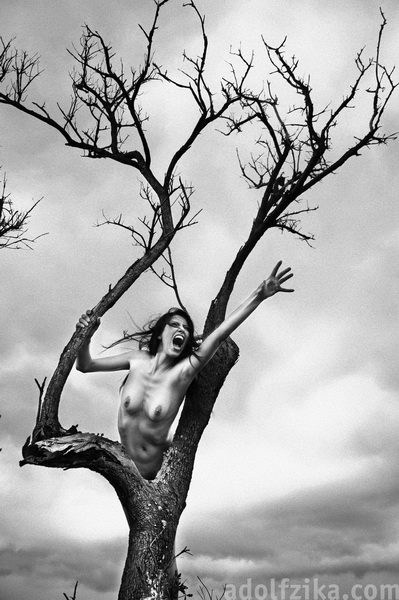
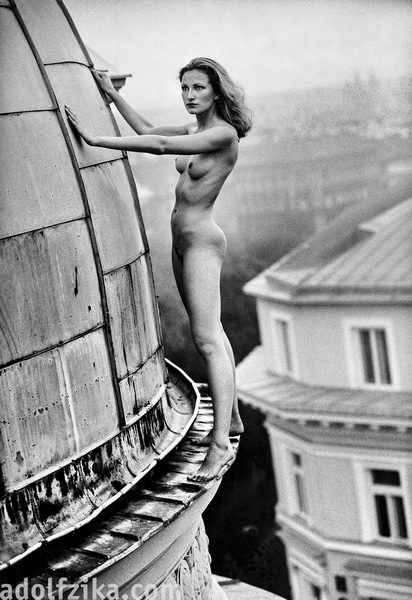